# Leucophaeus
Leucophaeus là một chi nhỏ chứa 5 loài mòng biển kích thước trung bình sinh sống tại Tân thế giới, chủ yếu có bộ lông sẫm màu, thường với dải lông hình lưỡi liềm màu trắng phía trên và dưới mắt. Chúng đã từng được đặt trong chi Larus cho tới gần đây.

## Các loài
- Leucophaeus atricilla: Mòng biển cười
- Leucophaeus fuliginosus: Mòng biển Lava
- Leucophaeus modestus: Mòng biển xám
- Leucophaeus pipixcan: Mòng Franklin
- Leucophaeus scoresbii: Mòng biển Scoresby